# Goethe-Galerie
Goethe-Galerie ist der Name eines 1864 erschienenen Buches mit dem Untertitel Charaktere aus Goethes Werken. Es enthält 50 Stahlstiche zu Figuren aus Johann Wolfgang von Goethes Dramen, die nach Vorlagen der Maler Friedrich Pecht und Arthur von Ramberg von verschiedenen Stahlstechern gestochen wurden. Die Erläuterungen schrieb Friedrich Pecht. Das Buch wurde von Friedrich Arnold Brockhaus in Leipzig herausgegeben.

## Rezeption
„Pechts Goethe-Galerie repräsentiert einen im 19. Jahrhundert neu entstandenen Typus der Literaturillustrationen in graphischen Folgen: Haupt- und Nebenfiguren aus dem Gesamtwerk eines Dichters werden aus dem Textgeschehen gelöst und als »Charakterbilder« in Porträts vorgestellt.“

## Abbildungen zu Goethes Werken
In der Goethe-Galerie finden sich Stiche nach den Vorlagen von Pecht und Ramberg von verschiedenen Stahlstechern, deren Namen im Buch einzeln aufgeführt werden, zum einen zu folgenden Personen:
- Goethe und
- Goethe in Rom; sowie
- Frau Rath Goethe;
- Cornelie Goethe;
- Friederike;
- Lili und
- Johann Heinrich Merk;

sowie einzelne Charaktere aus
- Götz von Berlichingen;
- Die Leiden des jungen Werthers;
- Clavigo;
- Die Geschwister;
- Stella;
- Egmont;
- Iphigenie auf Tauris;
- Torquato Tasso;
- Faust;
- Wilhelm Meister;
- Hermann und Dorothea;
- Die natürliche Tochter;
- Die Wahlverwandtschaften sowie
- Benvenuto Cellini.[3]

## Bekannte Stahlstecher
- Veit Froer[3]
- Conrad Geyer[3]
- Georges François Louis Jaquemot[3]
- Karl Moritz Lämmel[3]
- Friedrich Gustav Adolf Neumann[3]
- Johann Leonhard Raab[3]
- Albrecht Fürchtegott Schultheiss[3]
- Lazarus Gottlieb Sichling[3]